# 克朗 (安省)
克朗（法語：Crans，法語發音：[kʁɑ̃] ⓘ）是法国东部安省的一个市镇，属于布雷斯地区布尔格区。

## 地理
克朗（45°57'54"N, 5°11'26"E）面积13.23 平方千米，位于法国奥弗涅-罗讷-阿尔卑斯大区安省，该省份为法国东部省份，北起汝拉省，西北接索恩-卢瓦尔省，西接罗讷省和里昂大都会，南至伊泽尔省，东与萨瓦省、上萨瓦省和瑞士接壤。
与克朗接壤的市镇（或旧市镇、城区）包括：沙拉蒙、沙蒂永拉帕吕、里尼约勒弗朗、韦尔萨约、维略-卢瓦-莫隆。
克朗的时区为UTC+01:00、UTC+02:00（夏令时）。

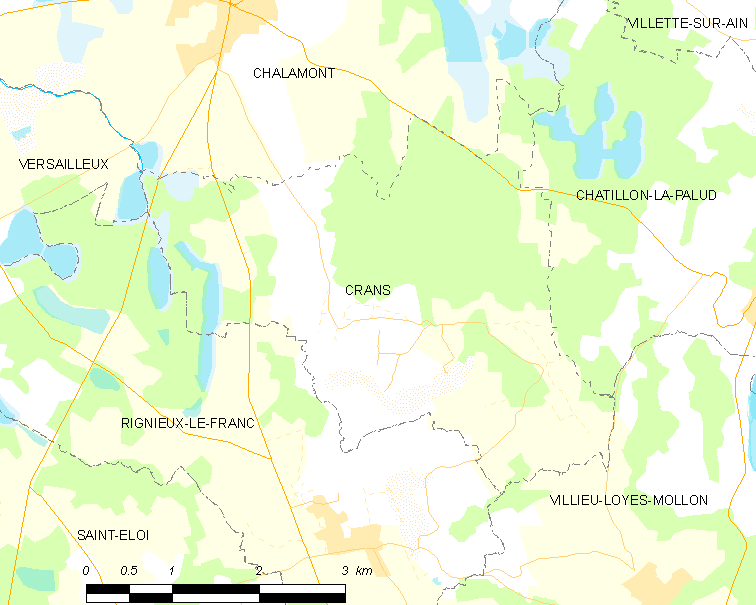
克朗的OSM定位图

## 行政
克朗的邮政编码为01320，INSEE市镇编码为01129。

## 政治
克朗所属的省级选区为塞泽里亚县。

## 人口

1962-2008年间克朗人口变化图示

克朗于2022年1月1日时的人口数量为316人。